# Svenska efternamn
| Svenska efternamn |
| --- |
| Annika Anderssons efternamn var 2015 det vanligaste i Sverige. - Betydelse – efternamn i Sverige - Vanligast – Andersson - Regler – statlig namnlag (från 1982, uppdaterad 2017) |

Efternamn, familjenamn eller släktnamn är den del av en persons namn som anger till vilken familj hon eller han hör. Efternamn kan i Sverige också vara patronymika eller metronymika och visa vad personens fader eller moder heter i förnamn.
I Sverige finns reglerna om hur man får använda efternamn i 1982 års namnlag (SFS 1982:670). Där står bland annat att om föräldrarna har olika efternamn får barnet samma efternamn som det närmast föregående födda syskonet, om inget annat anmälts. Finns inget syskon och inget annat anmäls eller om inte faderskapet fastställts inom tre månader efter födelsen får barnet moderns efternamn. I namnlagen regleras också hur man får byta namn vid äktenskap och hur man gör när man byter till ett nybildat efternamn eller antar ett patronymikon/metronymikon som efternamn. Nya namnregler trädde i kraft 1 juli 2017.
Det vanligaste efternamnet i Sverige är Andersson, följt av Johansson och Karlsson.

## Historik

### Medeltiden till 1600-talet
På medeltiden skilde man på personer med samma namn genom binamn, till exempel Harald Hårfager och Erik läspe och halte. Dessa namn ärvdes inte av följande generation och därför heter till exempel Karl Döves son Ulf Fase.
Släktnamn har förekommit sporadiskt i Sverige redan på medeltiden bland adeln, men gränsen mellan binamn och ärftligt efternamn är flytande och det finns exempel där ett syskon använt släktnamnet, medan det andra syskonet inte gjorde det. Exempel finns i frälsesläkter, där t.ex. Torsten Simpa den yngre, son till Bengt Notholm (Bralstorp), valde sin morfaders Torsten Simpa den äldres binamn istället för faderns (Hildebrand 1961 s. 212, 361). Under andra hälften av 1500-talet blev det vanligare att adeln började använda sig av släktnamn. Då bildades namnet vanligtvis av den symbol som fanns på släktvapnet, såsom Bielke, Uggla och Leijonhufvud. För att skilja på olika släkter med samma namn bilades namn med af och orten släkten härstammade ifrån (Stråle af Ekna, Stråle af Sjöared). Senare började af betraktas som ett adligt kännetecken och på 1600-talet bildades namn som af Klingspor, vilka inte hade någon logisk innebörd.  Vissa tidiga adelssläktnamn härstammar från medeltida binamn, till exempel släkterna Sture. På 1600-talet ökade adelssläkterna i antal och man tog för det mesta till fantasin när man hittade på ett adligt släktnamn. Vanligt var att kombinera ord som förknippades med aristokratin och släktnamn som Lagercrantz och Gyllengranath bildades. Många adlades för att bli officerare eftersom dessa skulle vara adliga. De tog gärna med militäriska ord i namnen typ ära, svärd, hjälm.
Ännu på 1600-talet hade släktnamnen liten praktisk betydelse och förnamnet användes i de flesta sammanhang.
Prästerna var tidiga att ta efter adelns sed att använda släktnamn. Ofta studerade eller arbetade de långt från sina hemtrakter och fick intryck utifrån, liksom adeln. På 1500-talet var det vanligt att använda en latiniserad variant av sin hemort, till exempel Montanius från Berg och Nobelius från Nöbbelöv.

### 1700- och 1800-talet
Under 1700-talet blev det vanligt att förkorta latinska namn enligt franskt modell. Således blev Corelius Corell och Wallenius Wallén.
En grupp för sig utgjorde soldaterna, som påtvingades namn. Det fick ofta sina namn baserade på egenskaper (Glad, Frisk, Stark) eller annan betingelse (Smed, Finne, Mässing). Till en början var dessa inte släktnamn men de började ärvas allt mer under 1800-talet då släktnamn blev populärare överlag. Indelta soldater som vid olika tidpunkter hade bott på samma soldattorp kunde få samma soldatnamn, trots att de inte var släkt. 

### Patronymikon
Sedan åtminstone medeltiden har patronymikon använts som efternamn för den som saknar binamn eller släktnamn, eller parallellt med släktnamnet. Således uppgav man fadersnamn med tillägget ‑son om man var man och ‑dotter om man var kvinna. Exempel: Kung Gustav Eriksson (Vasa), son till Erik Johansson. Även metronymikon, det vill säga namn baserat på moderns förnamn, har förekommit, exempelvis lagman Nils Sigridason, son till Sigrid på 1200-talet.
Patronymikon var det vanligaste efternamnet bland allmogen i medeltida skattelängder och domböcker, och i 1600-talets kyrkböcker. Bruket att barn antar faderns patronymikon som familjenamn eller släktnamn började förekomma sporadiskt i Sverige på 1700-talet och blev allmänt förekommande i många socknar vid 1800-talets slut. De svenska patronymika, i form av son- och dotternamn, har mestadels förvandlats till släktnamn men aldrig helt försvunnit vid antagande eller givande av efternamn utom under perioden 1966–1982. Patronymika avskaffades i lag år 1966 men blev tillåtna efter ansökan 1982. Den 1 juli 2017 blev patro- och metronymika ett normaliserat och likställt sätt för föräldrar att ge sitt barn ett efternamn genom anmälan efter barnets födelse.

### 1800- och 1900-talet
Borgarna och så småningom även bönder började anta särskiljande släktnamn. Fram till 1904 var det fritt att ta valfritt familjenamn, men ändå fick familjenamnen en enhetlig struktur över hela landet. De bildades först enligt deras hemort, således Lindberg från Lindesberg och Widmark från Vebomark. Också bland borgarna uppstod ett system som kan jämföras med adelns system: naturnamn kombinerades på olika sätt. Släkterna Almgren, Almlind, och Almlöf härstammade från orten Almby. Sakteliga tappade hemortsprincipen mark och vid slutet av 1800-talet blir namnen betydelselösa och till och med motsägelsefulla som i släktnamnet Granlöv. Tagna efternamn istället för sonnamn blev allmänt förekommande på vissa landsorter under 1800-talets senare halva, medan de flesta kunde behålla sonnamnen som familjenamn i andra närliggande socknar. 
I Sverige uppstod aldrig den tradition som är mycket vanlig bland tyskar och engelsmän, det vill säga att släktnamnet är ett yrke, till exempel engelska Cooper (tunnbindare) och Smith (smed), samt tyska Schenker (värdshusvärd) och Müller (mjölnare).
År 1901 kom en förordning som reglerade hur antagande av efternamn skulle gå till. De som inte hade ett släktnamn skulle uppge sitt fadersnamn med tillägget ‑son. Många hade ändå redan börjat använda ett sådant namn som släktnamn redan tidigare. Dagens ‑son-namn avspeglar tydligt namnmodet i mitten av 1800-talet: Johan var det vanligaste namnet och Johansson var länge Sveriges mest använda släktnamn.
1901 års bestämmelser tillämpades så att det blev vanligare att kvinnor titulerades med sin makes efternamn eller patronymikon. Herr A Larssons fru, som tidigare kallats B Jönsdotter, registrerades därmed som B Larsson i folkräkningen. Detta bruk hade successivt etablerats sedan 1700-talet efter utländska förebilder men först genom 1920 års giftermålsbalk blev detta lagstadgat.
Bruket att använda patronymikon i stället för efternamn avskaffades vid utgången av 1966 genom den första namnlagen, men har sedan återinförts.
I samband med den stora utvandringen under 1800-talet från Sverige till USA, var det många personer med sonnamn, som under själva resan bytte namn för att vid framkomsten uppge det nya namnet för de amerikanska myndigheterna. Dessa nya namnbärare saknade ofta släktsamband med andra svenskar med det namnet.

### Namnlagar 1982 och 2017
Om en person har två familjenamn, särskrivna med blanksteg, räknas det första som mellannamn (del av förnamnet) och det andra som efternamn i register. En make som har förvärvat den andra makens efternamn får bära ett tidigare efternamn som mellannamn. Före 1982 års namnlag kunde två efternamn, oftast för gifta kvinnor, skrivas ihop till ett med bindestreck. Enligt dagens namnlag skrivs inte familjenamnen ihop. Patronymika och metronymika återfördes i begränsad omfattning i 1982 års lag.
1 juli 2017 trädde en ny svensk namnlag i kraft. Den gör det bland annat möjligt med dubbla efternamn, och alla efternamn ska förvärvas efter ansökan. De dubbla efternamnen kan formas exempelvis utifrån makars egna efternamn (med valfri ordningsföljd) eller utifrån faderns eller moderns förnamn med tillägg av ‑son eller ‑dotter, eller motsvarande utländska ändelser som ‑sen eller ‑dóttir.
Alla efternamn som bärs av minst 2 000 personer ska vara möjliga att ansöka om fritt. Dessutom ska man fritt och obegränsat antal gånger kunna byta både för- och efternamn. Orsaken till den nya lagen är att kunna ge en större likhet mellan namnen inom en familj.
Den nya lagen innehåller också nya regler om mellannamn. De efternamnsliknande mellannamnen enligt namnlagen från 1982 är tänkta att successivt försvinna.
Enligt den nya namnlagen kan endast ett efternamn bestå av två namn. Detta innebär att personer som redan har två egna efternamn inte kan kombinera hela dessa namn till ett nytt efternamn. Detta kan jämföras med exempelvis spansk namnsed, där efternamnet i regel består av två efternamn: faderns första efternamn följt av moderns första efternamn.

## Namnfrekvens
De vanligaste svenska efternamnen 2019 var Andersson, följt av Johansson och Karlsson. Det första efternamnet utan ‑son-slut på listan var då sjuttondeplacerade Lindberg. Vanligaste efternamnet med utländsk kulturell bakgrund var Ali på plats 39.